# Kgebetli Moele
Kgebetli Moele (Polokwane, 1978) è uno scrittore sudafricano.
Attualmente lavora nell'industria dello spettacolo e vive a Pretoria.

## Opere
- Camera 207 (Epoché, 2009)
- Tocca a te (Epoché, 2010)

## Premi
Camera 207, il suo romanzo d'esordio, ha vinto il Noma Award, il Charles Bosman Prize e lo University of Johannesburg Debut Fiction Prize.
Tocca a te è stato inserito dal Sunday Independent tra i migliori libri del 2009.